# Vesna (gruppo musicale)
Vesna è un gruppo musicale ceco formato a Praga nel 2016.
Hanno rappresentato la Repubblica Ceca all'Eurovision Song Contest 2023 con il brano My Sister's Crown.

## Storia del gruppo
Il gruppo si è formato a Praga nel 2016, da un'idea della cantante ceca Patricie Fuxová con lo scopo di omaggiare la femminilità e la mitologia slava. Insieme a Fuxová, il gruppo è stato fondato dalla violinista Bára Šůstková, dalla flautista Andrea Šulcová e dalla cantate di origine bulgara Tanita Jankova, conosciute durante il periodo di studi al Conservatorio Jaroslav Ježek della capitale.
Nel 2017 hanno pubblicato il loro singolo di debutto Morana, realizzato in collaborazione con l'Orchestra sinfonica nazionale ceca, che è il primo di un progetto musicale ispirato alle divinità delle stagioni della mitologia slava: Morana infatti è la dea dell'inverno. I singoli successivi al progetto sono stati Mokoš, Vesna e Živa, rispettivamente le dee dell'autunno, della primavera e dell'estate.
Nel 2018, dopo l'abbandono della Šulcová dal gruppo per concertarsi sulla sua carriera solista, si sono unite alla formazione la pianista russa Olesja Očepovskaja e la batterista Markéta Vedralová. Nello stesso anno hanno pubblicato l'album di debutto Pátá bohyně, che ha fruttato al gruppo una candidatura come Rivelazione dell'anno ai Ceny Anděl, i principali riconoscimenti musicali in Repubblica Ceca. L'anno successivo hanno pubblicato il singolo Don't Forget, promosso attraverso la tournée #MyaVy, svoltasi tra la Repubblica Ceca e la Slovacchia. Durante la pandemia di COVID-19 il gruppo ha lavorato al suo secondo album Anima, che è stato pubblicato nell'ottobre 2020.
Il 16 gennaio 2023 il gruppo è stato confermato fra i cinque partecipanti a Eurovision Song CZ, il processo di selezione del rappresentante ceco all'Eurovision Song Contest 2023 con il brano My Sister's Crown. Il 7 febbraio sono state annunciate vincitrici della competizione, ottenendo così la possibilità di rappresentare il proprio paese sul palco eurovisivo a Liverpool. Nel maggio successivo, dopo essersi qualificate dalla prima semifinale, le Vesna si sono esibite nella finale eurovisiva, dove si sono piazzate al 10º posto su 26 partecipanti con 129 punti totalizzati.

## Formazione
Attuale
- Patricie Fuxová – voce
- Bára Šůstková – cori, violino
- Markéta Vedralová – batteria, percussioni
- Tereza Čepková – basso
- Olesja Očepovskaja – pianoforte

Precedente
- Andrea Šulcová – cori, flauto
- Tanita Jankova – rap, cori, flauto, pianoforte

## Discografia

### Album in studio
- 2018 – Pátá bohyně
- 2020 – Anima
- 2023 – Muzika Slavica

### EP
- 2023 – Muzika

### Singoli
- 2017 – Morana (con l'Orchestra sinfonica nazionale ceca)
- 2017 – Světlonoš (feat. Terezie Kovalová)
- 2018 – Kytička
- 2018 – Láska z Kateřinic (feat. Vojtech Dyk)
- 2019 – Bílá laň (feat. Věra Martinová)
- 2019 – Nezapomeň
- 2020 – Voda
- 2020 – Downside
- 2020 – Vlčí oči
- 2021 – Vse stoji (Ne dojamem) (con il Thomas March Collective)
- 2022 – Pomiluj mě/Love Me
- 2022 – Zabud' eё
- 2023 – My Sister's Crown/Ej sestro
- 2023 – Hej mami
- 2023 – Wolfrunners
- 2024 – Moravo (con Ego)
- 2025 – The Silence & the Storm (con le Lor)
- 2025 – She Dances with the Sun (con le Tautumeitas)

## Riconoscimenti
- Ceny Anděl
  - 2018 – Candidatura alla rivelazione dell'anno per Pátá bohyně[5]